# Einsteintoren

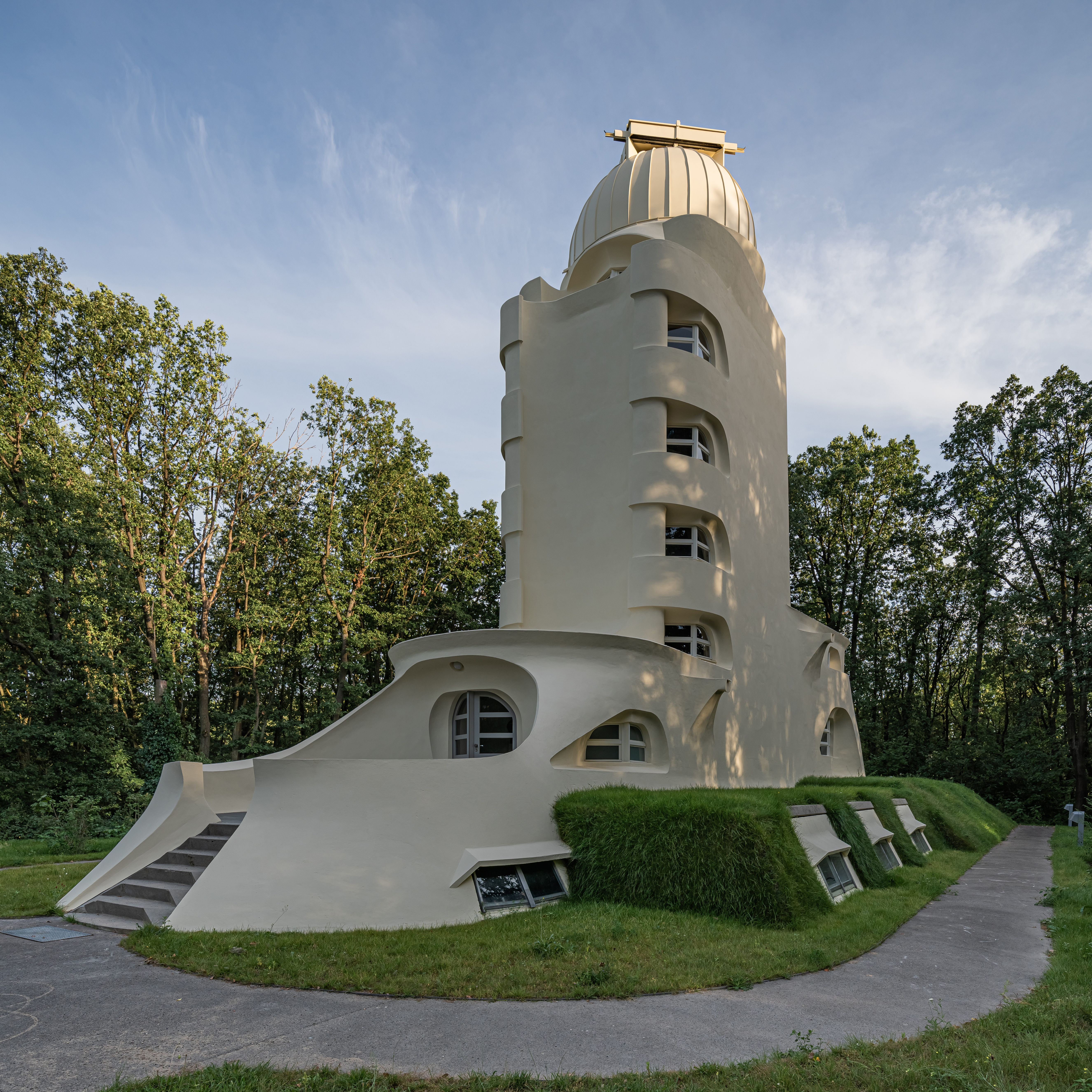
Einsteintoren

De Einsteintoren is een sterrenwacht in expressionistische stijl van architect Erich Mendelsohn op de Telegrafenberg in Potsdam, Duitsland.
De toren is in 1921 gebouwd in opdracht van de Albert-Einstein-Stiftung (Einsteinstichting) en de Duitse staat voor experimenten van de astrofysicus Erwin Finlay-Freundlich om Einsteins relativiteitstheorie te bewijzen door middel van astronomische waarnemingen.
In het gebouw is nu een zonneobservatorium gevestigd, en behoort tot het Leibniz-Institut für Astrophysik Potsdam.

## Foto's

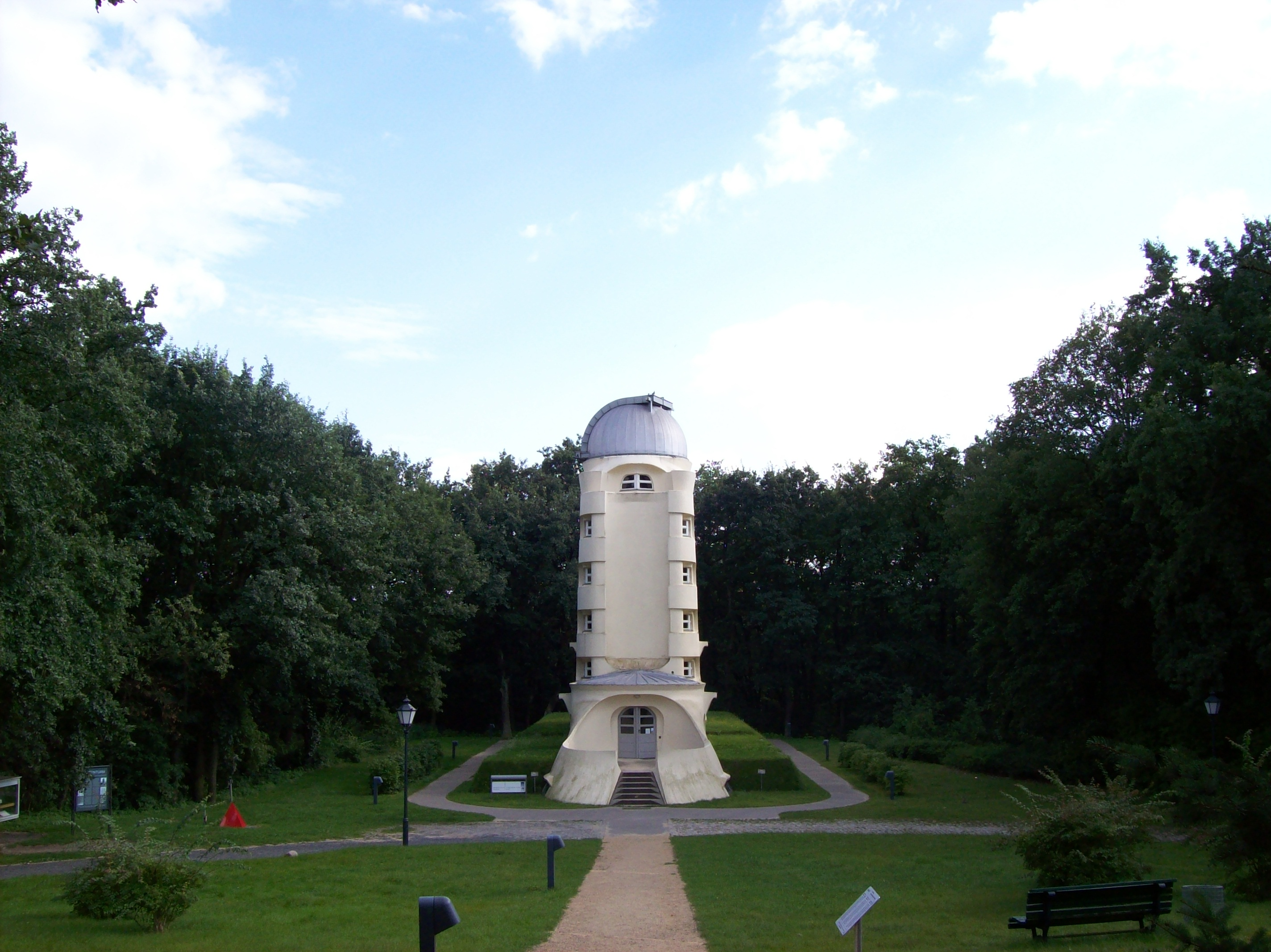
Vooraanzicht
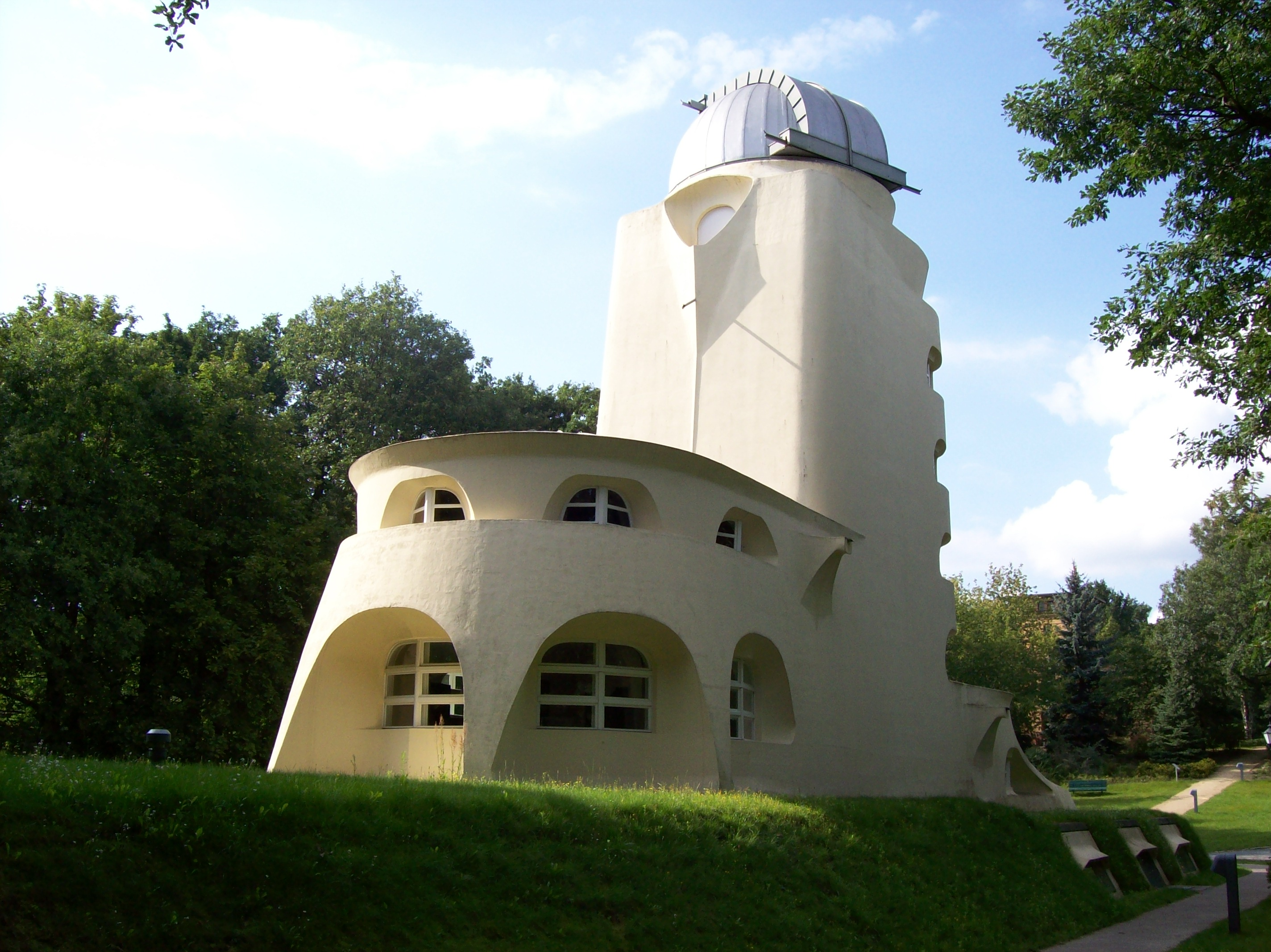
Achteraanzicht
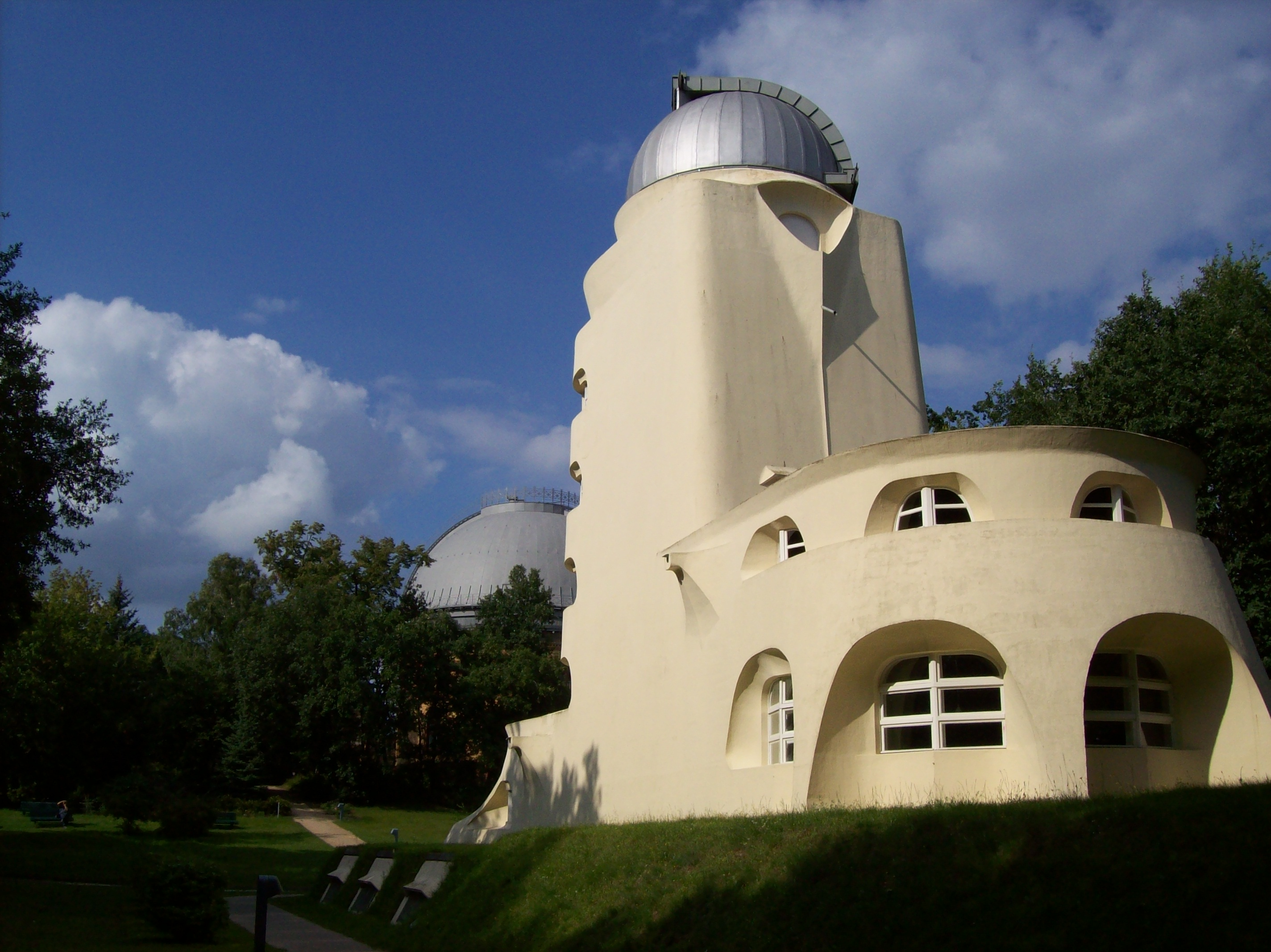
Achteraanzicht
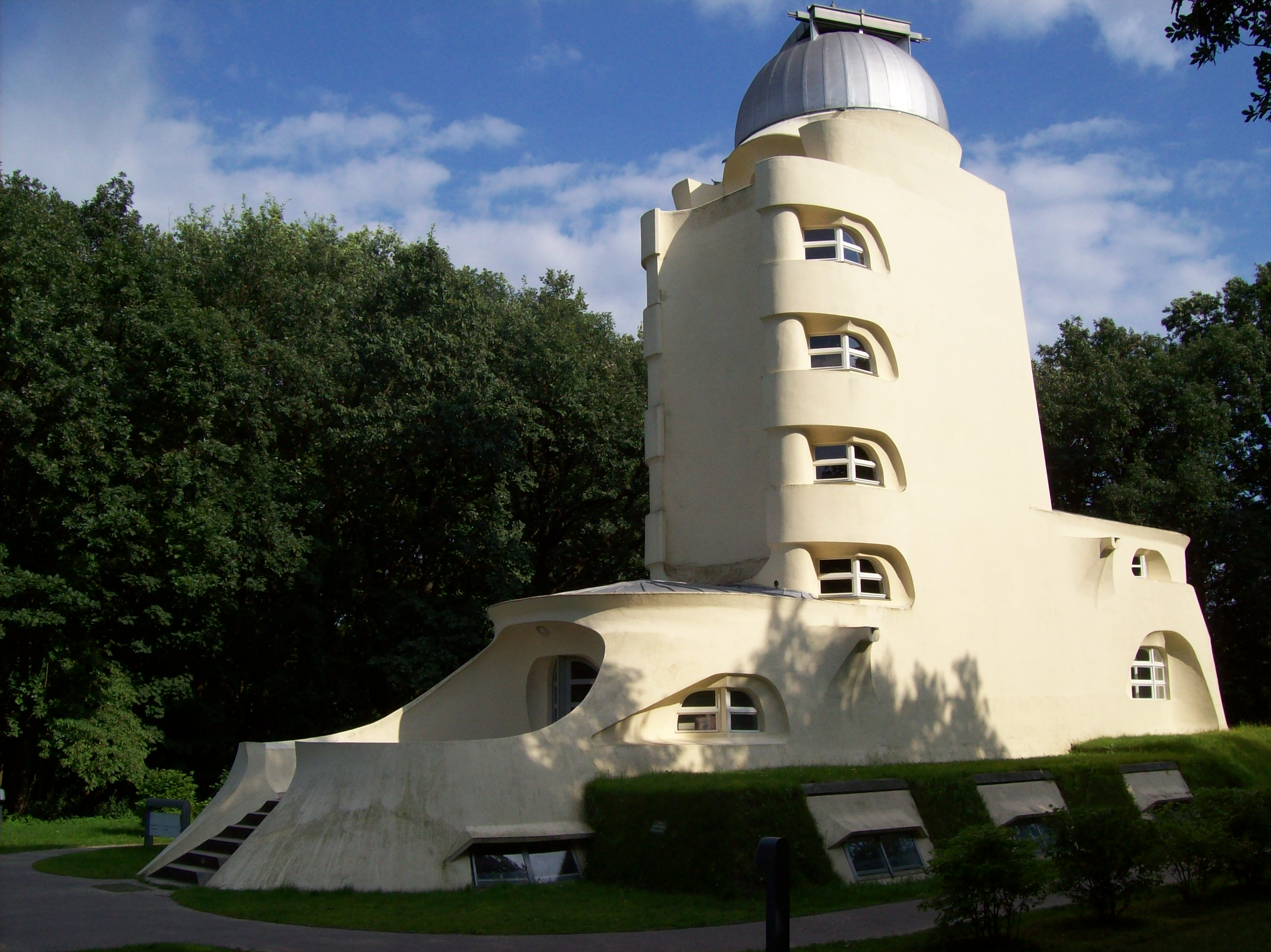
Zijaanzicht
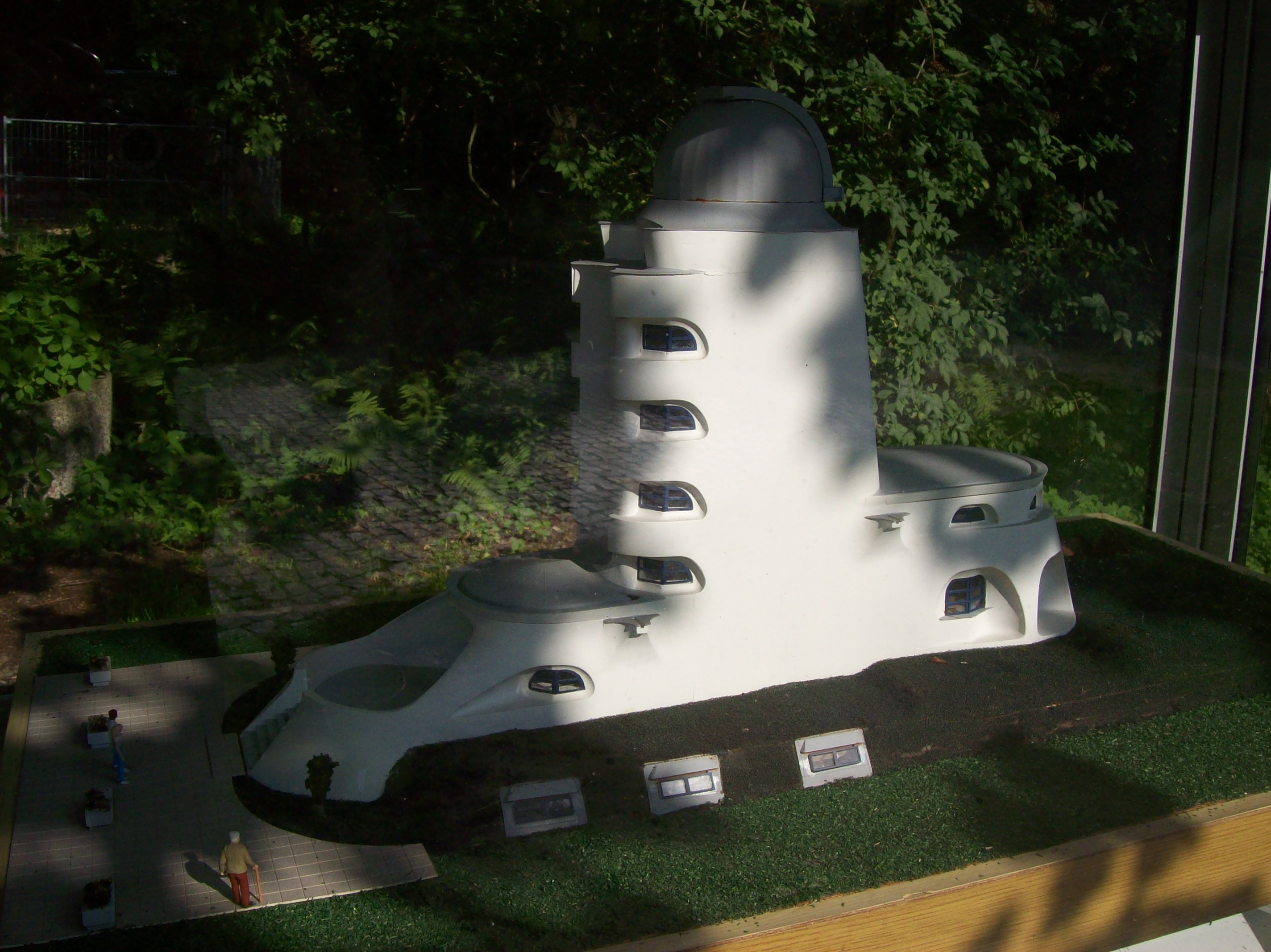
Maquette bij de Einsteintoren